# Valve d'inertie
Pour les articles homonymes, voir valve.
La valve d'inertie est un dispositif améliorant les suspensions de vélo en limitant l'effet des oscillations provoqué par le pilote (pédalage, transfert de masses) que l'on appelle plus couramment « pompage ». Il est disponible essentiellement sur du matériel destiné à la pratique du vélo tout terrain, sous deux appellations commerciales :
- Le brain, sur la suspension arrière de certains cadres suspendus de marque Specialized, notamment l'Epic ou le Stumpjumper FSR (en).
- Le terralogic, intégré dans certaines fourches suspendues de marque Fox Factory

## Contexte
Les oscillations nuisant au rendement d'un vélo, les constructeurs ont mis au point divers systèmes pour tenter de limiter leur impact :
- par des géométries complexes sur les  cadres suspendus ;
- avec des amortisseurs disposant d'une compression différente sur les basses vitesses ;
- par verrouillage au guidon permettant à l'utilisateur de bloquer la suspension quand il n'en a pas l'utilité.

Les deux premiers systèmes ont une efficacité limitée (même combinés), et le dernier est contraignant pour l'utilisateur, qui doit manipuler constamment le levier de blocage, sans être assuré de ne pas se laisser surprendre par une aspérité imprévue.

## Principe
La valve d'inertie est un élément qui s'ajoute à un amortisseur, et fait office de verrou. Mais contrairement à un verrouillage manuel, le blocage/déblocage de la suspension est réalisé de manière autonome, sans aucune intervention de l'utilisateur, selon les aspérités du terrain.
Elle permet donc de combiner les avantages d'un vélo rigide (nervosité, rendement) et d'un vélo tout suspendu (motricité, confort).

## Construction
|  | 1. Chambre supérieure, contenant de l'azote 2. Piston mobile séparant les deux chambres 3. Pointeau 4. Masselotte mobile 5. Ressort 6. Chambre principale, contenant de l'huile 7. Connexion à l'amortisseur |

La valve d'inertie est placée dans l'axe des mouvements à écouter : les aspérités produisant une réaction perpendiculaire au terrain, la valve d'inertie est positionnée proche de l'axe vertical.
Elle se compose de nombreux éléments : tout d'abord le pointeau  3, qui évacue l'huile en provenance de l’amortisseur (lorsque celui-ci se comprime, si 7 est ouvert) vers la chambre principale 6 en jaune. Les ouvertures latérales du pointeau sont initialement obturées par la masselotte 4, maintenue en son point haut par le ressort. La partie supérieure du montage est composée du piston mobile,2, qui délimite la séparation entre la chambre principale (huile, fluide incompressible) et la chambre supérieure (remplie d'azote sous pression, qui est un fluide compressible).
Modélisation : ce système est analogue aux distributeurs utilisées en automatisme et aux transistors en électronique.

## Fonctionnement
Repos (A)
Par défaut, la masselotte est en position haute, et bloque l'arrivée d'huile en provenance de l'amortisseur. Ce dernier est donc bloqué, et la suspension est rigide.
Le pilote peut basculer sur le vélo ou pédaler en danseuse sans avoir une quelconque influence sur la valve d'inertie, qui continue de bloquer l'arrivée d'huile.
Choc (B)
En cas de choc en provenance du terrain (bosse), tout le vélo (et la valve d'inertie) subit une accélération verticale.
La masselotte qui est libre de se déplacer verticalement, va avoir tendance à rester à sa position initiale (principe d'inertie), et va donc écraser le ressort, alors que le reste du système monte.
Compression de l'amortisseur (C)
En se déplaçant, la masselotte découvre les ouvertures du pointeau, qui laissent passer l'huile en provenance de l'amortisseur. L'amortisseur est donc débloqué et fonctionne pour absorber l'aspérité du terrain.
L'augmentation de la quantité d'huile (incompressible) dans la chambre principale (jaune) vient pousser le piston vers le haut, et réduire le volume de la chambre supérieure (en comprimant l'azote).
Détente de l'amortisseur (D)
Lorsque l'amortisseur a passé l'aspérité, l'amortisseur reprend son état initial en détendant son ressort ainsi que l'azote, récupérant ainsi l'huile qu'il avait envoyé vers la valve d'inertie. La pression encore  élevée dans la chambre intermédiaire maintient provisoirement la masselotte en position basse
Remontée de la masselotte (E)
Le ressort repousse lentement la masselotte dans sa position initiale, recouvrant les ouvertures du pointeau, et bloquant de nouveau le fonctionnement de l'amortisseur. Le vélo retrouve un comportement rigide, jusqu'au prochain choc.